# Aiskew and Leeming Bar
Aiskew and Leeming Bar är en civil parish i kommunen North Yorkshire i Storbritannien.   Den ligger i grevskapet North Yorkshire och riksdelen England, i den centrala delen av landet, 300 km norr om huvudstaden London.